# آرالیا ۹۷۳
سیارک ۹۷۳ (به انگلیسی: 973 Aralia، نامگذاری:1922LR) نهصد و هفتاد و سومین سیارک کشف شده‌است که در ۱۸ مارس ۱۹۲۲ و در هایدلبرگ کشف شد.
قدر مطلق سیارک برابر ۹٫۶۰ است.